# Borrefundet
Borrefundet er resterne af en norsk skibsgrav fra vikingetiden, som blev fundet i 1852 ved udgravning af en af Borrehøjene i Vestfold, der er et af Norges største gravfelter. Dette er den første skibsgrav, som blev arkæologisk dokumenteret.

## Fundhistorien
I vinteren 1852 begyndte vejvæsenet at fjerne løs jord fra højene. Der var frost i jorden, så man gravede sig direkte ind i siden af højen, for at komme ind til den frostfrie del. Det blev til en regulær tunnel ind mod midten af højen. Her fandt arbejderne en rig mandsgrav i et skib. De fik sikret en del af genstandene, men så kollapsede tunnelen og højen fik lov at ligge vinteren over.
Mens arbejder stod på, fik advokat F. Kjerulf i Horten nys om fundet. Han besøgte anlægget og tilbød arbejderne findeløn for de genstande de fandt. Han meldte også fundet til Universitetets Oldsaksamling, og i maj samme år kom Nicolay Nicolaysen til Borre for at udgrave resten af det. Kjerulf overlod de genstande han havde fået, og han bistod også Nicolaysen under de følgende udgravninger. Det viste sig at gravkammeret var mere eller mindre ødelagt, og alt træværk i skibet for længst var rådnet bort. Nicolaysen fandt imidlertid så mange nagler - 44 i alt - at han kunne konkludere, at det havde været over 17-20 meter langt, og at det havde været sat ned i en kunstig forsænkning, før højen blev lagt over. Højen havde hatt en diameter på ca. 40 meter.

## Gravfundet
Det viste sig at gravkammeret var mere eller mindre ødelagt. Nicolaysen kunne imidlertid konstatere, at den døde var kremeret, og at de brændte knogler var lagt i en jernkedel omtrent midt i skibet. Gravgaverne havde ligget både i og uden for skibet. Meget af det var bevaret, enten på stedet eller af Kjerulf.
Blandt gravgaver var et rigt dekoreret seletøj til en hest, tre stigbøjler, en saddel og en kane. På den ene side af skibet havde der ligget en opsadlet hest, på den anden siden en hest og en hund. Udenfor skibet var en tredje hest, som vejarbejderne mente måtte have været begravet stående. Blandt genstandene var også skår af et meget sjældent og fint glasbæger, som må være lavet i Sydengland eller Frankrig. Nicolaysen mente, at det måtte være fra 700-tallet, og han gik derfor ud fra, at hele gravfundet måtte være fra den tid.
I dag vides det dog, dekorationerne på disse genstande er typiske for tiden 850-950, og stilen har fået navnet borrestil efter dette fundet. Fundet kan dateres til lige omkring år 900, og er dermed omtrent samtidigt med Gokstadfundet. Nogle af genstandene er udstillet i Vikingeskibsmuseet på Bygdøy og på Universitets Oldsaksamling i Oslo.